# Tullbergia knowltoni
Tullbergia knowltoni är en urinsektsart som beskrevs av John L. Wray 1950. Tullbergia knowltoni ingår i släktet Tullbergia och familjen Tullbergiidae. Inga underarter finns listade i Catalogue of Life.